# محمد صلاح زكريا
محمد صلاح زكريا (مواليد البريجات، كوم حمادة، محافظة البحيرة) هو كاتب قصص وروائي مصري. عمل محررًا في صحف الرأي والحياة والأوائل، كما عمل أخصائيًا نفسيًا بوزارة التربية والتعليم المصرية. نُشر له مؤلفات عدة، وفازت روايته «سيد مُسافر» في المسابقة المركزية الأدبية للهيئة العامة لقصور الثقافة عام 2013، ومجموعته القصصية بسمة على شفاه الموت بجائزة جائزة المجلس الأعلى للثقافة.

## مؤلفاته
| م | العمل                            | الغلاف | أول إصدار | الناشر                                                                     | عدد الصفحات | رقم تعريفي                                                | مراجع                      |
| - | -------------------------------- | ------ | --------- | -------------------------------------------------------------------------- | ----------- | --------------------------------------------------------- | -------------------------- |
| 1 | إنسان في زمن النسيان             |        | 2005      |                                                                            |             |                                                           | [ 5 ]                      |
| 2 | الضائع بين يدي                   |        | 2011      | دار ليلى كيان كورب                                                         | 280         |                                                           | [ 6 ]                      |
| 3 | سبحة وكاس                        |        | 2012      | دار ليلى كيان كورب                                                         |             |                                                           | [ 7 ]                      |
| 4 | سلوى                             |        | 2013      | مؤسسة سندباد للنشر والتوزيع                                                | 180         | (ردمك 9789777131، وردمك 9789777131070)                    | [ 8 ] [ 1 ] [ 4 ]          |
| 5 | بسمة على شفاه الموت              |        | 2014      | مؤسسة إبداع للترجمة والنشر والتوزيع                                        |             |                                                           | [ 9 ] [ 10 ]               |
| 6 | سيد مسافر                        |        | 2015      | مكتبة الدار العربية للكتاب الدار المصرية اللبنانية للطباعة والنشر والتوزيع | 114 157     | (أمازون B07GH5GLM9)(ردمك 9772937212، وردمك 9789772937219) | [ 11 ] [ 3 ] [ 12 ] [ 13 ] |
| 7 | نصف إله                          |        | 2017      | دار لمحة للنشر والتوزيع                                                    | 390         | (ردمك 9787793525859)                                      | [ 14 ]                     |
| 8 | صفحات منسية في حياة بعض المشاهير |        | 2018      | دار السعيد للنشر والتوزيع                                                  | 196         | (ردمك 9789776667723)                                      | [ 15 ] [ 16 ]              |
| 9 | مالطا                            |        | 2018      | دار غراب للنشر والتوزيع                                                    | 277         | (ردمك 9789777861380)                                      | [ 17 ]                     |